# Phodopus sungorus
Phodopus sungorus, i dagligt tal kallad rysk vintervit dvärghamster, är en däggdjursart som först beskrevs av Peter Simon Pallas 1773.  Phodopus sungorus ingår i släktet Phodopus och familjen hamsterartade gnagare. IUCN kategoriserar arten globalt som livskraftig. Inga underarter finns listade.
Arten blir 7 till 9 cm lång (huvud och bål), har en 0,5 till 1,5 cm lång svans och väger 22 till 25 g. Bakfötterna samt öronen är cirka 1,1 till 1,5 cm långa. Under sommaren är ovansidan täckt av askgrå till mörkbrun päls. Dessutom förekommer en svart längsgående strimma från området mellan ögonen över huvudet och ryggens topp till stjärten. Huvudet kännetecknas även av öron med vit insida och brunaktig utsida. På undersidan, kinderna, läpparna och svansen förekommer vit päls. Före vintern ändras pälsfärgen till vit.
Denna dvärghamster förekommer i Kazakstan och i ryska regioner norr om Kazakstan och norr om västra Mongoliet. Habitatet utgörs främst av stäpper.
Individerna gräver underjordiska bon med de djupaste delarna en meter under markytan. Arten använder även tunnlar som skapades av andra djur. Födan utgörs av frön och några insekter. Phodopus sungorus lagrar fett i kroppen före vintern men går inte i ide. Honor kan para sig upp till 6 gånger per år och per kull föds 4 till 11 ungar.
Dräktigheten varar ungefär 18 dagar och cirka fyra månader efter födelsen blir ungarna könsmogna. Ungarna uppfostras av modern och fadern tillsammans. Phodopus sungorus är främst nattaktiv och ibland kan den leta efter föda under 2-3 timmar på morgonen. Honornas revir är avgränsade mot varandra men hannarnas revir kan överlappa med andra hannars och honors territorium.